# Fort Edward (város, New York)
Fort Edward település az Amerikai Egyesült Államok New York államában, Washington megyében, melynek megyeszékhelye is. Lakosainak száma 5991 fő (2020. április 1.).

## Népesség
A település népességének változása:

| 2010 | 6 371 |
| 2020 | 5 991 |